# William Juxon
William Juxon (1582-4 de junio de 1663) fue un eclesiástico inglés, Obispo de Londres de 1633 a 1649 y Arzobispo de Canterbury desde 1660 hasta su muerte.

## Biografía

### Educación
Juxon era hijo de Richard Juxon y probablemente nació en Chichester y se educó en la escuela primaria local, The Prebendal School. Luego pasó a Merchant Taylors 'School, Londres, y Saint John's College (Oxford), donde fue elegido becado en 1598.

### Oficinas eclesiásticas
Juxon estudió derecho en Oxford, pero luego tomó las órdenes sagradas y en 1609 se convirtió en vicario de la iglesia de St. Giles, Oxford, donde permaneció hasta convertirse en rector de Somerton, Oxfordshire en 1615. En diciembre de 1621, sucedió a su amigo, William Laud , como presidente (es decir, director) del St. John's College, y en 1626 y 1627 fue vicerrector de la Universidad de Oxford. Juxon pronto obtuvo otros puestos importantes, incluido el de secretario del armario del Rey Carlos I.
En 1627, fue nombrado Decano de Worcester y en 1632 fue nominado a la Sede de Hereford y renunció a la presidencia de St. John's en enero de 1633. Aunque se convirtió legalmente en Obispo de Hereford por la confirmación de su elección a fines de julio de 1633, nunca asumió funciones en Hereford, ya que en octubre de 1633 fue consagrado Obispo de Londres en sucesión a Laud.

### Oficinas seculares
En marzo de 1636, Carlos I encomendó a Juxon importantes deberes seculares al nombrarlo Lord Alto Tesorero de Inglaterra y Primer lord del Almirantazgo; durante los siguientes cinco años tuvo que lidiar con muchas dificultades financieras y de otro tipo. Renunció a la tesorería en mayo de 1641. Durante la Guerra Civil, el obispo, contra quien no se presentaron cargos en el parlamento, vivió tranquilo en el Palacio de Fulham. Su consejo era a menudo buscado por el rey, que tenía una opinión muy alta de él. El rey eligió a Juxon para que estuviera con él en el cadalso y le ofreciera los últimos ritos antes de su ejecución.

### Jubilación y arzobispado
Juxon fue privado de su obispado en 1649 y se retiró a Little Compton en Gloucestershire (ahora está en Warwickshire), donde compró una finca y se hizo famoso como dueño de una jauría de perros. En la restauración de Carlos II, se emitieron cartas misivas (el 2 de septiembre de 1660) nombrando a Juxon (Obispo de Londres) Arzobispo de Canterbury.
El congé d'élire se emitió al día siguiente y el capítulo de Canterbury lo eligió debidamente el 13 de septiembre. La aprobación del rey a la elección se dio el 15 de septiembre y la confirmación de la elección de Juxon (la ceremonia legal por la que asumió el cargo) se llevó a cabo en la Capilla de Enrique VII de la Abadía de Westminster el 20 de septiembre de 1660.[a] Recibió las temporalidades el 22 de septiembre y fue entronizado en Canterbury el 25 de septiembre. Juxon, como Arzobispo de Canterbury, participó entonces en la coronación del nuevo rey, pero su salud pronto comenzó a fallar y murió en Lambeth en 1663. Por su voluntad, el arzobispo fue benefactor del St. John's College, donde fue enterrado en su capilla; también ayudó en el trabajo de restauración de la Catedral de San Pablo y reconstruyó el gran salón del Palacio de Lambeth.

## Memoriales
Juxon House, que se encuentra al noroeste de la Catedral de San Pablo en la cima de Ludgate Hill en Londres y forma parte del desarrollo de Paternoster Square, lleva su nombre. Juxon Street en un terreno en Walton Manor anteriormente propiedad de St. John's College en el suburbio de Jericó, Oxford, también lleva su nombre al igual que otra Juxon Street en Lambeth Walk, cerca de la antigua residencia de Juxon en Palacio de Lambeth.